# Atlas Klencke
El Atlas Klencke fue publicado por vez primera en 1660. Es uno de los atlas más grandes del mundo. Mide 1,75 metros de alto por 1,9 metros de ancho cuando se abre y es tan pesado, que la Biblioteca Británica tuvo que pedirle a seis personas que lo cargaran para moverlo.
Es un atlas mundial. Consta de 37 mapas en 39 hojas. Los mapas fueron pensados para sacarlos y exhibirlos en la pared. Son de los continentes y los distintos estados europeos hasta entonces conocidos. Abarca todo el conocimiento geográfico de su tiempo.

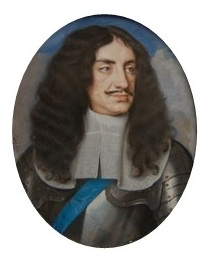
El Atlas Klencke fue un obsequio de los comerciantes holandeses a Carlos II de Inglaterra

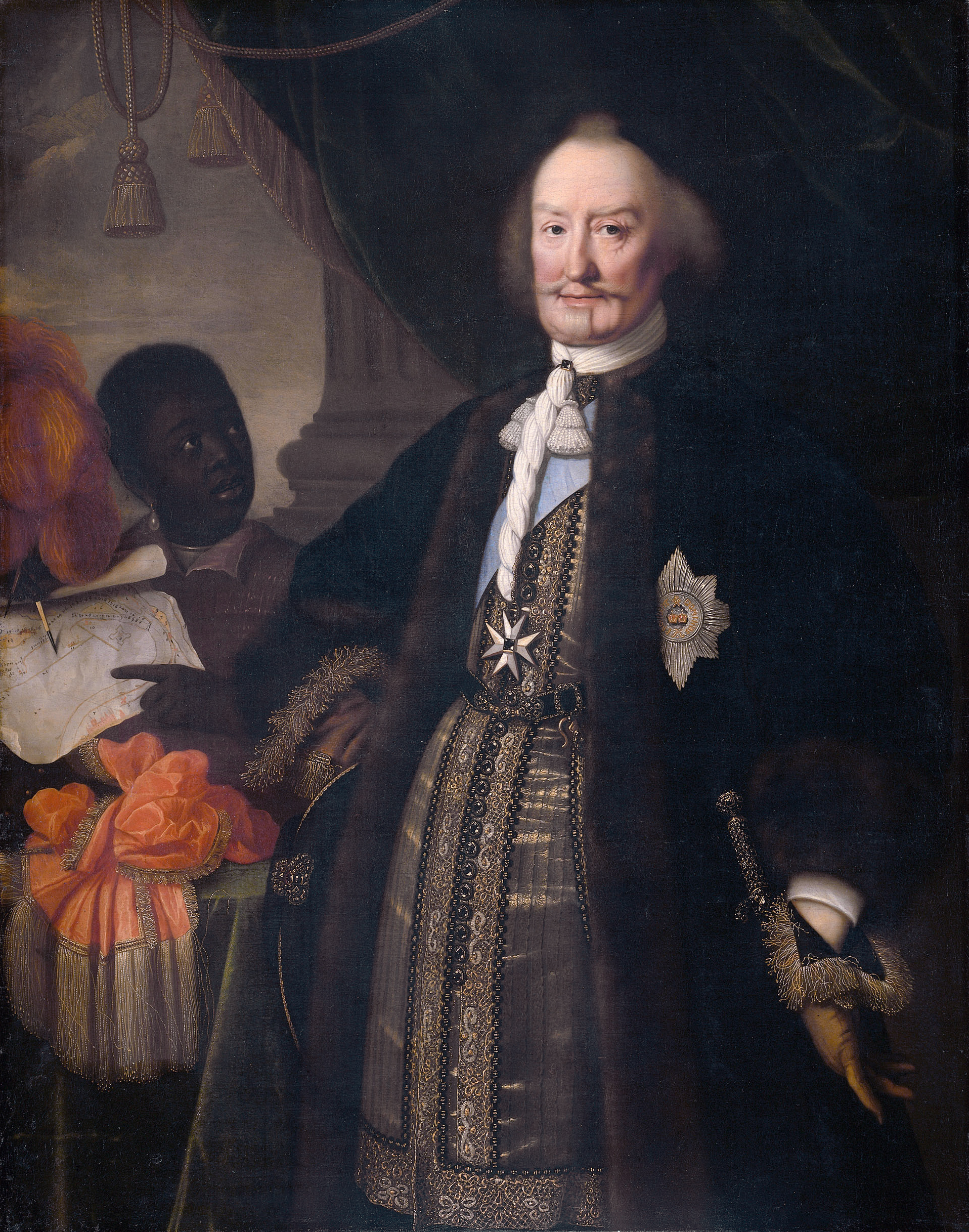
Juan Mauricio de Nassau (1604-1679) conocido como "el brasileño" creó el Atlas Klencke

Su creación se debe al príncipe holandés Johan Maurits de Nassau.  Contiene grabados de artistas como Blaeu y Hondius, entre otros. Fue presentado por un consorcio de comerciantes holandeses, dirigidos por el profesor Johannes Klencke, al rey Carlos II de Inglaterra en 1660, para conmemorar su restauración en el trono.  Johannes Klencke era el hijo de una familia de comerciantes holandeses. Carlos, gran aficionado a los mapas, mantuvo el atlas en el 'armario de rarezas' en Whitehall.
El rey Jorge III lo dio al Museo Británico como parte de un donativo mayor  de mapas y atlas. En la década de los 1950 fue restaurado y encuadernado. Hoy está resguardado por la división de Mapas Antiguos de la Biblioteca Británica en Londres. Desde 1998 se exhibe en el vestíbulo de entrada a la sección de mapas. En abril de 2010, a los 350 años de su creación, fue por primera vez mostrado públicamente con las páginas abiertas, en una exposición en la Biblioteca Británica.

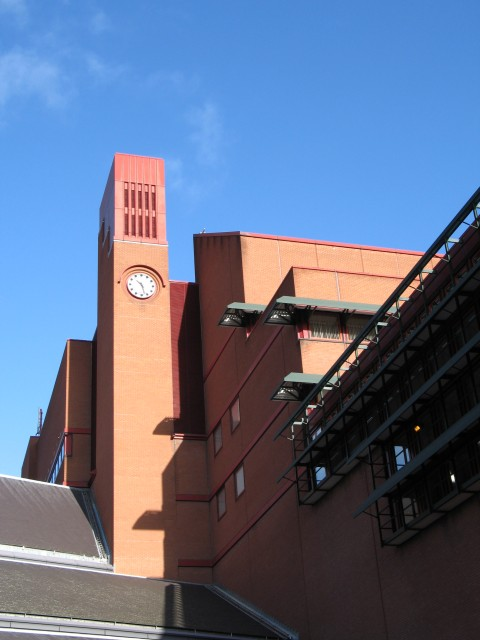
La Biblioteca Británica resguarda el Atlas Klencke

Hasta el 2012 el Atlas Klencke era considerado como el atlas más grande del mundo, un récord que probablemente tuvo desde que fue creado. En febrero de 2012, el editor australiano Gordon Cheers publicó un nuevo atlas, Earth Platinum, que es un pie más grande que el Atlas Klencke, lo que lo hace probablemente el atlas más grande en el mundo. Cada uno de los 31 ejemplares que hizo cuestan cien mil dólares estadounidenses.